# قبرها را باز کن
قبرها را باز کن (به انگلیسی: Open Graves) فیلمی محصول سال ۲۰۰۹ و به کارگردانی آلوارو دی آرمینان است. در این فیلم بازیگرانی همچون الیزا دوشکو، مایک فوگل، ناییک ریوالی، اتان رینز و لیندسی کارولین روبا ایفای نقش کرده‌اند.